# Viagens apostólicas do papa Francisco

Em azul, os países que Francisco visitou durante o seu pontificado.

Esta é uma lista das viagens apostólicas do Papa Francisco durante o seu pontificado que durou de 13 de março de 2013 até o seu falecimento em 21 de abril de 2025. Ele visitou todos os continentes habitáveis. Na sua visita às Filipinas em janeiro de 2015 reuniu cerca de seis milhões de fiéis, tornando-se o maior evento da história do papado em número de pessoas.
Depois de João Paulo II, que realizou mais de uma centena de viagens apostólicas, Francisco foi o papa que realizou o maior número de viagens, superando inclusive seus predecessores Paulo VI e Bento XVI. Apesar da idade avançada e de problemas de locomoção devido a um problema no joelho, Francisco surpreendeu pelo número de visitas dentro e fora da Itália, muitas vezes recorrendo ao uso de uma bengala ou cadeira de rodas durante suas agendas internacionais.
Apesar de seu papel ativo no exterior, Francisco foi o primeiro papa na história recente a não visitar sua terra natal, a Argentina, país que ele nunca retornou desde que saiu como cardeal de Buenos Aires à Roma, para participar do conclave papal de 2013, que o elegeu. Francisco recebeu convites de pelo menos quatro presidentes argentinos para viajar ao país, mas nenhum deles foi atendido.
Em doze anos de pontificado, Francisco foi o primeiro papa na história a visitar o Timor-Leste após a sua independência como país. Ele também foi o primeiro papa a visitar o Bahrein, Emirados Árabes Unidos, Iraque, Macedônia do Norte, Mianmar, Mongólia e Sudão do Sul.
Nessa lista, constam as viagens apostólicas realizadas por Francisco para fora da Itália.

## 2013
Brasil
Francisco esteve no Rio de Janeiro para a XXVIII Jornada Mundial da Juventude, visitando também  o Santuário Nacional de Aparecida, no estado de São Paulo. Foi o único evento público a que o pontífice compareceu ao longo do ano de 2013 e o primeiro de seu pontificado, iniciado quatro meses antes. O papa foi recepcionado oficialmente durante uma cerimônia no Palácio Guanabara e encontrou-se com a presidente Dilma Rousseff. Em uma missa para mais de 3,5 milhões de peregrinos na Praia de Copacabana, Francisco aconselhou aos católicos a não serem "cristãos parciais", mas para viverem uma "vida de significado". A viagem havia sido agendada para seu antecessor, o Bento XVI, que acabou por renunciar ao pontificado meses antes.

## 2014
Israel,  Jordânia e  Palestina
Entre 24 e 26 de maio de 2014, Francisco visitou as capitais Amã e Jerusalém e a cidade de Belém. A viagem foi anunciada durante uma celebração no dia 5 de janeiro de 2014. Francisco chegou à Jordânia no dia 24 de maio e encontrou-se com o Rei Abdullah II, celebrando uma missa no Estádio Internacional de Amã posteriormente. Durante sua viagem, o papa realizou uma prece no Muro da Cisjordânia e visitou o Memorial às Vítimas do Terror acompanhado do primeiro-ministro Benjamin Netanyahu. No encerramento da viagem, Francisco teve uma audiência sobre diálogo inter-religioso com o Patriarca Bartolomeu I.
 Coreia do Sul
Francisco chegou à Base Aérea de Seul em 14 de agosto para dar início à sua viagem de cinco dias à Coreia do Sul por ocasião do Dia da Juventude Asiática. O papa foi recebido pela presidente Park Geun-hye e depois se reuniu com familiares das vítimas do naufrágio do Sewol. Posteriormente, realizou seu primeiro discurso público em língua inglesa, pedindo paz e reconciliação na Península da Coreia. No Estádio de Daejeon, o pontífice celebrou uma missa campal pedindo que os cidadãos rejeitassem "modelos econômicos desumanos e novas formas de empobrecimento". Na celebração na Praça Gwanghwamun, Francisco beatificou os 124 mártires coreanos.
 Albânia
Em 15 de junho de 2014, durante o Angelus, Francisco anunciou sua breve viagem à Tirana, na Albânia. Na ocasião, o pontífice afirmou: "Com esta breve visita, pretendo confirmar a Igreja da Albânia na fé e testemunho fiel para meu encorajamento e amor por um país que sofreu por tanto tempo por consequência de ideologias passadas". Os esquemas de segurança foram ampliados após uma notificação do governo iraquiano de que fundamentalistas islâmicos planejavam contra a vida do papa durante a visita. A viagem de onze horas de duração foi a primeira realizada por Francisco em território europeu. Durante sua visita, reuniu-se com o presidente Bujar Nishani, celebrou uma missa na Praça Mãe Teresa em Tirana, e encontrou-se com líderes religiosos. O papa também honrou aos perseguidos durante o regime comunista de Enver Hoxha; cerca de 130 clérigos cristãos morreram durante o período ditatorial.
 França
O papa Francisco realizou uma breve viagem à França em 25 de novembro de 2014, sendo a mais rápida visita realizada por um papa. Em Estrasburgo, Francisco discursou perante o Parlamento e o Conselho Europeu exigindo um tratamento digno aos imigrantes ilegais no continente e melhores condições para os trabalhadores.
 Turquia
Em setembro de 2014, o papa foi convidado pelo presidente Recep Tayyip Erdogan para uma visita à Turquia. O convite também foi emitido pelo Patriarcado de Constantinopla por ocasião das comemorações a Santo André. Francisco desembarcou no Aeroporto Internacional de Esenboga em 28 de novembro, sendo recebido por dignatários turcos antes de dirigir-se ao Anıtkabir, onde prestou homenagem ao fundador da República, Mustafa Kemal Ataturk. No Palácio Presidencial, o pontífice reuniu-se com o presidente Erdogan e discursou sobre diálogo inter-religioso. No dia seguinte, visitou a Mesquita Azul juntamente com líderes islâmicos. Francisco também assistiu à celebração na Catedral de São Jorge, pedindo a bênção do Patriarca Bartolomeu I para a Igreja de Roma, além de incentivar publicamente a reunificação das duas Igrejas.

## 2015
Sri Lanka e  Filipinas
O papa Francisco visitou o Sri Lanka entre 13 e 15 de janeiro e as Filipinas entre 15 e 19 de janeiro. A viagem às Filipinas foi a quarta visita apostólica ao arquipélago; Paulo VI havia visitado o país em 1970 e João Paulo II visitou em 1981 para a beatificação de Lorenzo Ruiz e Domingo Ibáñez de Erquicia e retornou em 1995 para presidir a Jornada Mundial da Juventude.
A visita de Francisco às Filipinas entrou para a história como o maior evento papal em número de pessoas, com cerca de seis milhões de espectadores na missa realizada em Manila. O número superou o recorde anterior, detido pela Jornada Mundial da Juventude de 1995.
 Bósnia e Herzegovina
Em 6 de junho, Francisco visitou a Bósnia e Herzegovina. Encontrou-se com com autoridades, religiosos e jovens em Sarajevo e celebrou a Santa Missa no Estádio Koševo. Para o encontro com religiosos ao chegar, o papa havia preparado um discurso, mas depois de ouvir os testemunhos de três religiosos, decidiu discursar de improviso, abandonando o que havia preparado.
 Bolívia,  Equador,  Paraguai

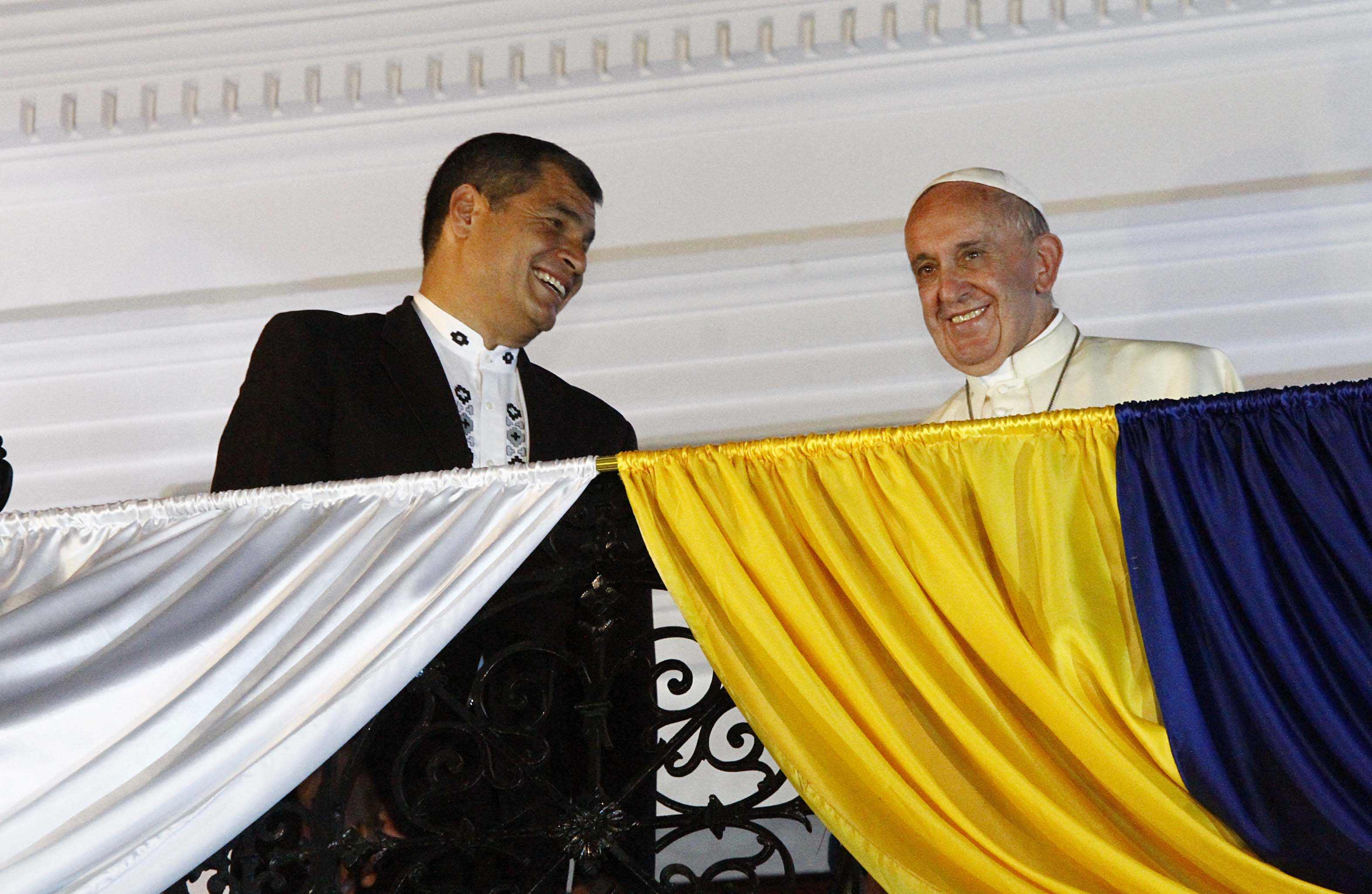
presidente Rafael Correa e papa Francisco na sacada do Palácio de Carondelet durante a visita apostólica, 2015

Em maio de 2015, a Santa Sé anunciou que o papa Francisco visitaria a Bolívia em julho do mesmo ano, assim como outros países da América do Sul. Antes da visita, o presidente boliviano Evo Morales confirmou que o pontífice se reuniria com representantes indígenas nas entrelinhas de sua agenda oficial. A agenda divulgada indicava que o papa estaria no Equador de 5 a 8 de julho, na Bolívia de 8 a 10 de julho e no Paraguai de 10 a 12 de julho, retornando ao Vaticano em 13 de julho. O diretor da Sala de Imprensa da Santa Sé, Federico Lombardi, confirmou que havia a possibilidade do pontífice experimentar folhas ou chá de coca (que no país é considerada sagrada) durante a viagem, tal como fizeram seus antecessores.
Em sua passagem pelo Equador, Francisco reuniu-se com o presidente Rafael Correa, visitou sacerdotes e seminaristas católicos e realizou uma visita particular a um amigo jesuíta em Quito. Sua última celebração no país atraiu mais de 1,5 milhão de pessoas. Ao chegar na Bolívia em 8 de julho, o papa foi recebido pelo presidente Evo Morales no Aeroporto Internacional de El Alto, nas proximidades de La Paz. Em seu discurso após a chegada, Francisco afirmou que a Bolívia dava "passos importantes em direção à inclusão de setores de fronteira na economia e na vida política e social do país", destacando também o papel da Constituição boliviana como garantidor de "direitos das minorias e desenvolvimento natural". Mais tarde, em recepção no Palacio Quemado, o papa foi agraciado com a Grã-Cruz da Ordem do Condor dos Andes - a mais alta condecoração civil da Bolívia, além de um crucifixo em formato de foice e martelo (símbolos do socialismo); o presente causou muita controvérsia na imprensa internacional.
 Cuba e  Estados Unidos

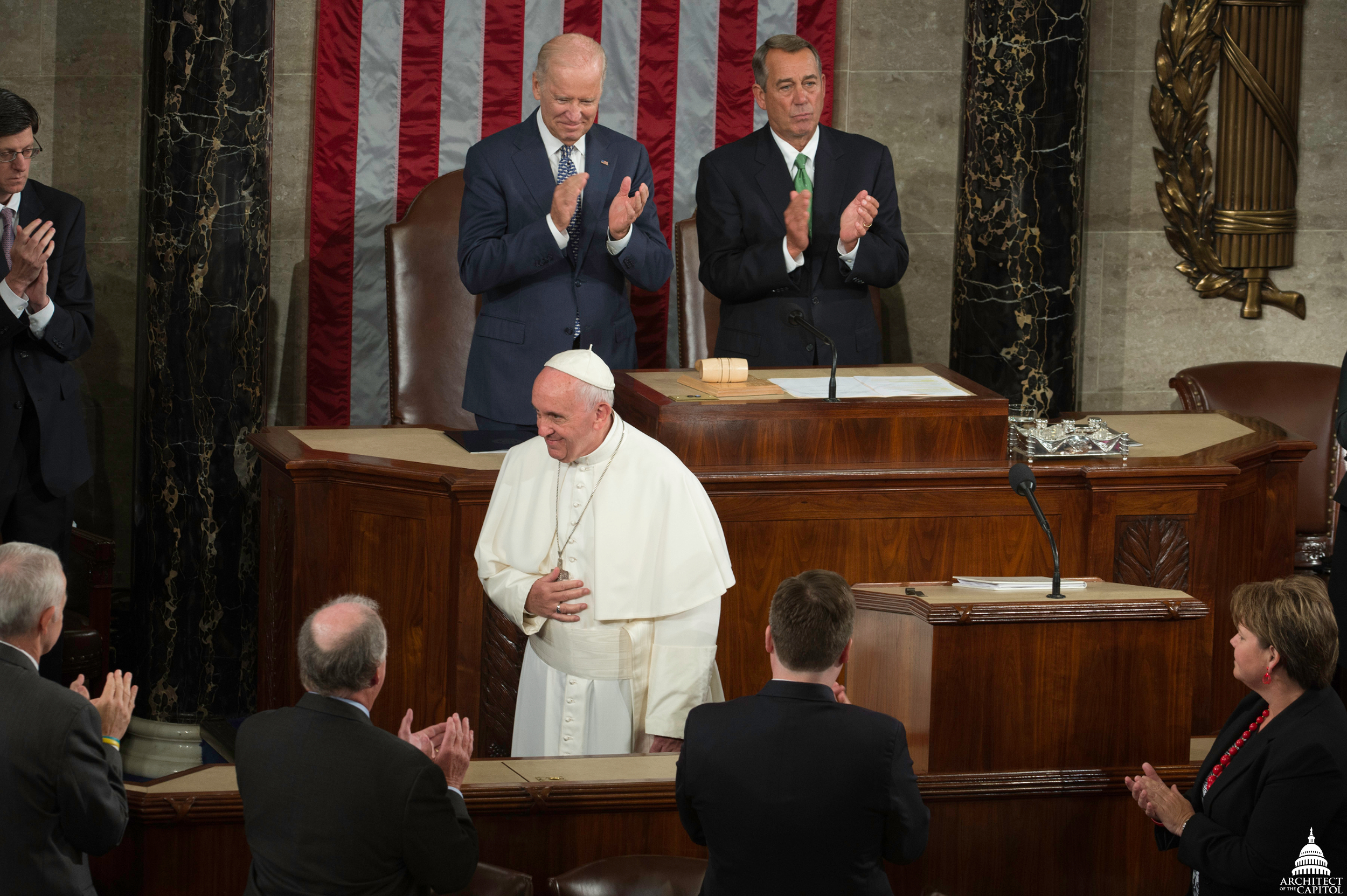
Papa Francisco foi o primeiro pontífice a discursar no Congresso dos Estados Unidos

Em 19 de setembro de 2015, Francisco embarcou no Alitalia A330 do Aeroporto Internacional de Roma rumo ao Aeroporto Internacional José Martí, em Havana, onde foi recebido em uma cerimônia de Estado. No dia seguinte, celebrou uma missa na Plaza de la Revolución, local histórico da capital cubana, pouco depois de uma reunião com o presidente do Conselho de Estado, Raúl Castro, no Palácio da Revolução. No fim do dia, o papa celebrou as Vésperas com sacerdotes, religiosos e seminaristas católicos na Catedral de Havana.
Em 21 de setembro, a comitiva papal partiu para Santiago de Cuba, após uma visita a Loma de la Cruz, de onde pronunciou uma bênção apostólica a Holguín. Ao chegar em Santiago, o papa reuniu-se com bispos cubanos no Seminário São Basílio, onde dirigiu uma prece à Virgem da Caridade do Cobre.
No dia seguinte, celebrou uma missa papal na basílica menor da Virgem da Caridade do Cobre, em Santiago de Cuba, pela manhã e encontrou-se com famílias da região na Catedral de Nossa Senhora da Assunção. Após uma benção dedicada à cidade de Santiago, o pontífice partiu para Washington, D.C, desembarcando na Base Aérea Andrews na noite de 22 de setembro.
No dia seguinte, o papa foi recebido pelo presidente Barack Obama na Casa Branca, sendo esta a terceira visita de um papa à residência do presidente norte-americano, seguindo os encontros entre Jimmy Carter e João Paulo II em outubro de 1979 e George W. Bush e Bento XVI em abril de 2008.
No mesmo dia, Francisco participou de uma celebração com bispos do país na Catedral de São Mateus, sé do Cardeal Donald Wuerl, Arcebispo de Washington. Mais tarde, no mesmo dia, celebrou uma missa papal na Basílica do Santuário Nacional da Imaculada Conceição, onde canonizou Junípero Serra, frade franciscano fundador de 9 das 21 missões espanholas na Califórnia.
Em 24 de setembro, Francisco discursou perante o Congresso dos Estados Unidos, tornando-se o primeiro pontífice a fazê-lo. Como encerramento de sua passagem por Washington, D.C., visitou a Igreja de St. Patrick, a mais antiga paróquia católica na capital, fundada em 1794. Em seguida, viajou para Nova Iorque para participar da Liturgia das Horas na Catedral de São Patrício juntamente com o Arcebispo Timothy Dolan.
Em 25 de setembro, o papa discursou na Assembleia Geral das Nações Unidas, sendo também o primeiro papa a fazê-lo. Alguns outros papas haviam assistido à ocasião, como Paulo VI em 1965, João Paulo II em 1979 e 1995, e Bento XVI em 2008. Ao findar as cerimônias nas Nações Unidas, o pontífice dirigiu-se para uma celebração ecumênica no Memorial Nacional de 11 de Setembro.
Em 26 de setembro, Francisco visitou a cidade de Filadélfia, onde foi recebido por autoridades locais e pelo arcebispo Charles J. Chaput. O papa celebrou uma missa na Basílica-Catedral de São Pedro e Paulo e depois visitou o Independence Hall e o Encontro Mundial de Famílias. A visita encerrou-se no domingo, 27 de setembro, com uma missa. Após a cerimônia de despedida, a comitiva papal partiu para o Vaticano.
 Quênia,  Uganda e  República Centro-Africana

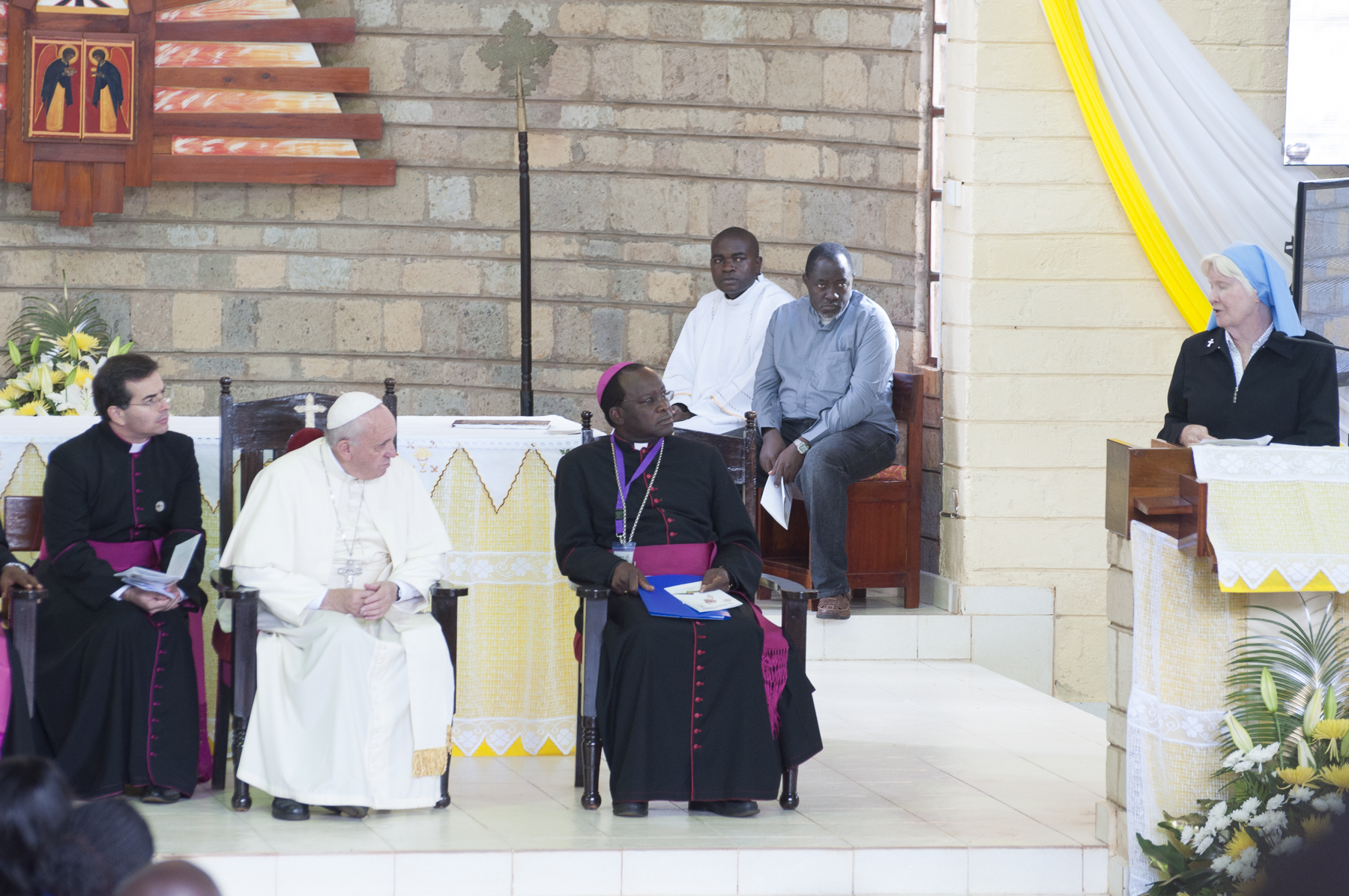
Papa Francisco e o Cardeal John Njue durante missa celebrada na Igreja de São José, em Cangemi, Quênia, 2015

Durante sua viagem de retorno das Filipinas, o papa Francisco expressou seus planos de visitar o continente africano ainda em 2015 e mencionou a República Centro-Africana e Uganda como possíveis destinos. A Sala de Imprensa da Santa Sé confirmou a viagem apostólica aos dois países, em junho de 2015. Meses após, o Quênia também foi incluído na agenda do papa. A visita do papa Francisco à República Centro-Africana, um país em  plena guerra civil, marcou a primeira vez na história em que um papa adentrou uma zona de guerra.
Na quarta-feira, 25 de novembro, Francisco desembarcou no Aeroporto Internacional Jomo Kenyatta, em Nairóbi, onde foi recepcionado por membros do governo queniano, inclusive o presidente do Quênia Uhuru Kenyatta e o cardeal John Njue. Um grupo de dançarinos tradicionais realizou uma exibição para o pontífice. No Palácio Presidencial, o pontífice e sua comitiva foram saudados com uma salva de tiros do Exército Queniano, antes de uma reunião privada com oficiais do governo. Posteriormente, o papa também se encontrou com os ex-presidentes Daniel arap Moi e Mwai Kibaki. Após os encontros, o presidente Kenyatta e o papa discursaram conjuntamente para a nação.
No dia seguinte, o papa Francisco participou de um diálogo inter-religioso com líderes locais, na sede da nunciatura apostólica, onde exaltou a importância de tais diálogos como essenciais para prevenir a radicalização e ataques motivados por religião, mencionando o Caso do centro comercial Westgate de 2013 e o Ataque contra a Universidade de Garissa de 2015.
Em 27 de novembro, a comitiva papal partiu de Nairóbi em direção ao Aeroporto Internacional de Entebbe, onde foram recebidos pelo presidente Yoweri Museveni e alguns bispos católicos do país. O papa dirigiu-se para o Palácio Presidencial, onde reuniu-se também com o presidente Salva Kiir Mayardit.
No sábado, 28 de novembro, Francisco visitou o Santuário de Munionio, dedicado aos mártires executados por Muanga II no século XIX. O presidente Museveni havia planejado a visita papal para outubro de 2014 - um ano antes - quando do cinquentenário da canonização dos mártires ugandenses, mas desistiu por questões internas. O papa celebrou uma missa campal na presença dos presidentes Museveni, Kirr e Paul Kagame, assim como de descendentes diretos de Muanga II. Durante a celebração, o pontífice incentivou o cuidado aos idosos, pobres, viúvas e desprovidos. Na tarde do mesmo dia, Francisco dirigiu-se para o aeroporto de Kampala para um encontro com cerca de 150 mil jovens ugandenses.

## 2016
Cuba,  México
A viagem papal a Cuba em 2016 foi marcada pelo encontro histórico com o patriarca de Moscou, Kirill, o primeiro encontro entre os dois líderes desde o Grande Cisma no ano de 1054. A ilha centro-americana foi considerada território neutro para o marco ecumênico, por ser um país essencialmente católico, o que beneficia o lado da Igreja Católica, bem como a Igreja Ortodoxa Russa, já que Cuba e Rússia possuem relações próximas desde os tempos da União Soviética.
Inúmeros jornalistas divulgaram o encontro pelo mundo que foi presenciado por Raul Castro.
 Grécia
 Armênia
 Polónia
 Geórgia
A visita de Francisco à ex-república soviética, Geórgia, foi considerada de caráter ecumênico, devido ao fato do líder da Igreja Católica se encontrar com o patriarca Elias II da Geórgia da Igreja Ortodoxa Georgiana, que já havia se encontrado com João Paulo II.[carece de fontes?]
 Azerbaijão
 Suécia
Havia sido planejada uma visita à cidade universitária de Lund, sul da Suécia, em 31 de outubro de 2016, para participar de uma cerimônia ecumênica celebrando os 500 anos da Reforma. Posteriormente, os planos foram alterados, incluindo a cidade vizinha de Malmo, para que o papa pudesse celebrar uma missa com um pequeno número de católicos suecos. Na visita, nos dias 31 de outubro e 1 de novembro, ele encontrou-se com a arcebispo da Igreja da Suécia, Antje Jackelén, e teve uma audiência privada com o rei Carlos XVI Gustavo e a rainha Sílvia da Suécia. Durante a visita, foi assinada a Declaração Conjunta entre o Papa Francisco e o bispo Munib Younan.

## 2017
Egito
Em viagem ao Egito, o Santo Padre, junto com o papa copta assinou uma ata de reconhecimento mútuo entre o sacramento do batismo praticado na Igreja Católica Apostólica Romana e na Igreja Ortodoxa Copta como válidos.
 Portugal

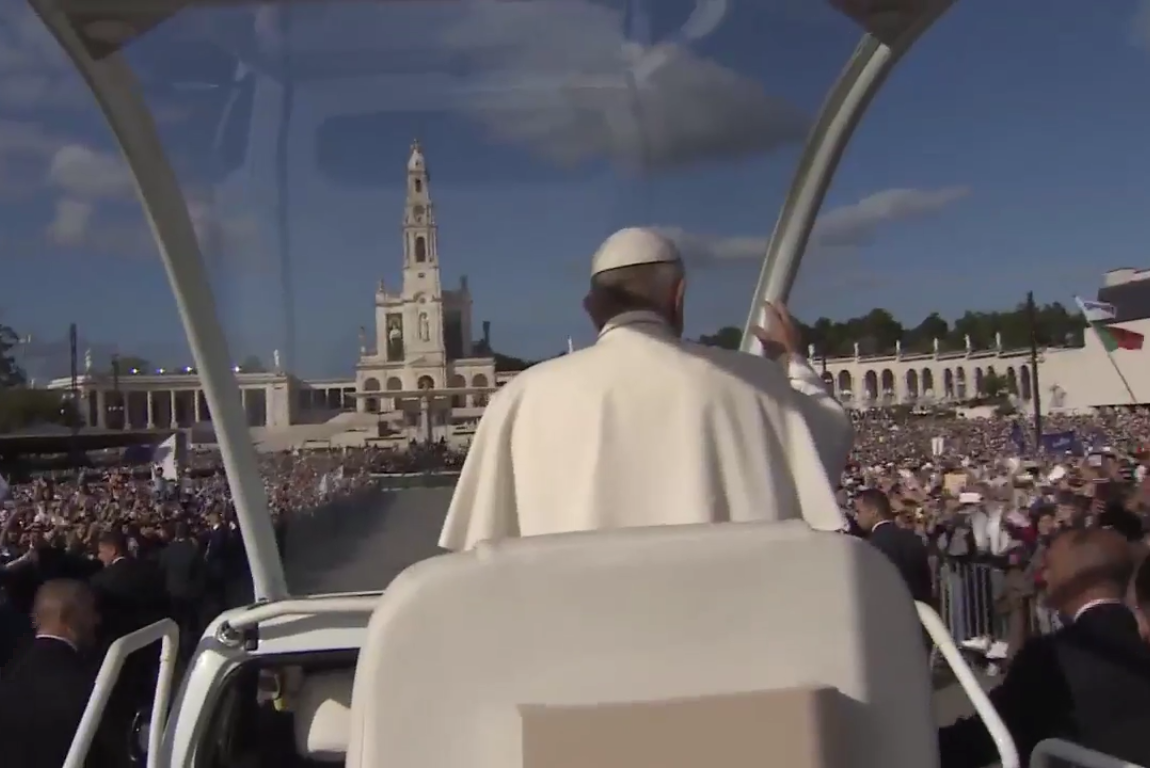
Chegada do Papa Francisco ao Santuário de Fátima, na Cova da Iria, cidade de Fátima, em Portugal, 2017

O principal motivo da viagem do Santo Padre a Portugal (mais especificamente, à cidade de Fátima) foi a comemoração do centenário das aparições de Nossa Senhora de Fátima aos três pastorinhos, decorridas no ano de 1917 na Cova da Iria, e a canonização de dois dos videntes de Fátima – Jacinta Marto e Francisco Marto – cerimônia acompanhada por milhares de peregrinos na praça do Santuário de Fátima e transmitida para todo o mundo por vários canais de televisão.
 Colômbia
 Myanmar e  Bangladesh

## 2018
Chile e  Peru
Em janeiro de 2018 o pontífice visou o Chile, sendo uma viagem para reforçar os laços com a Igreja Católica, já que a influência do catolicismo diminuiu significativamente nas últimas décadas.
 Suíça 
O pontífice visitou a sede do Conselho Mundial de Igrejas na cidade de Genebra em 21 de junho.
 Irlanda
O Papa Francisco se tornou o segundo Papa a visitar a Irlanda.
Na segunda quinzena de setembro de 2018 Francisco visitou os países bálticos:
 Lituânia,  Letónia e  Estónia

## 2019
Panamá
A primeira viagem apostólica do pontífice em 2019 foi ao Panamá, entre os dias 23 e 27 de janeiro, em ocasião da XXXII Jornada Mundial da Juventude sediada no país latino-americano.
 Emirados Árabes Unidos
No dia 3 de fevereiro, pela primeira vez, um pontífice pisou no solo do país árabe, para o Encontro Inter-Religioso Internacional sobre "Fraternidade Humana", onde permaneceu até o dia 5 do mesmo mês, na capital, Abu Dhabi.
 Marrocos
Nos dias 30 e 31 de março, o Papa Francisco realizou sua terceira viagem apostólica ao continente africano, ao ser convidado pelo rei Maomé VI para visitar o país árabe.
 Bulgária e  Macedônia do Norte
Entre os dias 5 e 7 de maio, o Sumo Pontífice fez uma viagem ao leste europeu, visitando a Bulgária e a Macedônia do Norte, ambos países com forte influência da Igreja Ortodoxa. Na Bulgária, primeiro a ser visitado, o Sumo Pontífice fez uma visita história ao patriarca Neófito, da Igreja Ortodoxa Búlgara, o que havia acontecido na última vez com João Paulo II.
 Roménia
O Papa Francisco visitou a Romênia de 31 de maio a 2 de junho, vinte anos após a visita de João Paulo II. Seu predecessor havia encontrado em 1999 uma Romênia mais aberta ao diálogo ecumênico sendo que foram realizados naquele ano orações conjuntas entre o líder da Igreja Católica e da Igreja Ortodoxa Romena e o povo gritava "unidade", para os líderes que juntos rezavam. Em 2019, Francisco encontrou um povo ortodoxo mais conservador o que não possibilitou orações conjuntas em público. Mas foi realizado no primeiro dia de sua visita, uma oração com o patriarca Daniel da Romênia na Catedral Nacional na capital, Bucareste. Mais cedo o Sumo Pontífice já havia visitado a sede do patriarcado. Porém, diferente de João Paulo II, que permaneceu apenas na capital em sua visita, o papa Francisco visitou várias cidades além da capital pelo interior do país, possibilitando um contato maior com a população da Romênia.
 Moçambique,  Madagáscar e  Ilhas Maurícias
De 4 a 10 de setembro de 2019, o pontífice visitou os três países da África Meridional.
 Japão e  Tailândia
De 19 a 26 de novembro o pontifice visitou Japão e Tailândia.

## 2020
O Papa Francisco não realizou nenhuma viagem apostólica neste ano, devido à pandemia de COVID-19.

## 2021
Iraque
Em 5 de março, o Papa Francisco iniciou uma visita de três dias ao Iraque. Com visitas às cidades de Bagdá, Najaf e Erbil, a viagem é considerada a mais arriscada nos seus nove anos de pontificado, em meio à pandemia de COVID-19 e à violência no país.
 Hungria e  Eslováquia
De 12 a 15 de setembro, Francisco visitou Budapeste (Hungria); Bratislava, Košice, Prešov e Šaštín-Stráže (Eslováquia), por ocasião do 52.° Congresso Eucarístico Internacional.
 Chipre e  Grécia
De 2 a 6 de dezembro, Francisco visitou Nicósia (Chipre), Atenas (Grécia) e Mitilene (Grécia).

## 2022
Malta
De 2 a 3 de abril, o papa Francisco visitou Valeta, Rabat, Floriana e Gozo (Malta).
 Canadá
De 24 a 30 de julho, o papa visitou Edmonton, Quebec e Iqaluit. 
Com essa viagem, Francisco ultrapassou Bento XVI e se tornou o papa mais velho a deixar a Itália aos 85 anos e sete meses.
 Cazaquistão
De 13 a 15 de setembro, o papa visitou Nursultan para participar de uma cúpula interreligiosa. Encontrou-se com o presidente Kassym-Jomart Tokayev e com diversos outros políticos do país.
 Bahrein
De 3 a 6 de novembro, o papa visitou o Bahrein.

## 2023
República Democrática do Congo e  Sudão do Sul
De 31 de janeiro a 5 de fevereiro, o papa viajou pela quinta vez ao continente africano, visitando as cidades de Quinxassa, na República Democratica do Congo, e Juba, no Sudão do Sul.
 Hungria
De 28 a 30 de abril, o papa viajou pela segunda vez para a Hungria, visitando a cidade de Budapeste.
 Portugal
De 2 a 6 de agosto, o papa visitou Portugal pela segunda vez em ocasião da XXXV Jornada Mundial da Juventude na capital, Lisboa. Encontrou-se com o presidente de Portugal, Marcelo Rebelo de Sousa. O pontífice também aproveitou a oportunidade para visitar a cidade de Fátima.
 Mongólia
De 31 de agosto a 4 de setembro, o Sumo Pontífice visitou a cidade de Ulan Bator, capital do país, tornando-se o primeiro papa a realizar uma viagem apostólica à nação asiática. Foi recebido com honras militares no Aeroporto Internacional Chinggis Khaan. Reuniu-se com o presidente Ukhnaagiin Khürelsükh e com sacerdotes missionários. Celebrou uma missa para a pequena comunidade católica formada por aproximadamente mil e trezentos fiéis.
 França
A segunda viagem apostólica do papa à França ocorreu entre os dias 22 e 23 de setembro. Ele visitou a cidade de Marselha para participar da conclusão dos Rencontres Méditerranéenne. Presidiu um momento de oração mariana na Basílica de Notre-Dame de la Garde e uma missa no estádio Vélodrome. Encontrou-se com o presidente da República, Emmanuel Macron.

## 2024
Indonésia,  Papua-Nova Guiné,  Timor-Leste e  Singapura
A visita ao sudeste asiático e à Oceania é considerada a maior e mais longa viagem do pontificado de Francisco. A peregrinação que durou doze dias e percorreu mais de 30 mil quilômetros selou a presença do papa em todos os continentes, já que a Oceania era o único continente que ele ainda não havia visitado como papa.
Francisco chegou à Indonésia em 3 de setembro. Durante a viagem, o papa se encontrou com o presidente da Indonésia, Joko Widodo, reuniu-se com crianças de um orfanato, clérigos e catequistas e participou de um encontro interreligioso na Mesquita Istiqlal, a maior do sudeste asiático. Presidiu uma missa em um estádio lotado na capital Jacarta.
Em Papua-Nova Guiné, Francisco foi recebido em 6 de setembro em Port Moresby. Encontrou-se com o governador-geral Bob Dadae, autoridades civis e crianças em situação de rua. Reuniu-se com os bispos papuásios e das Ilhas Salomão, seminaristas e catequistas, onde comparou o país com o Éden. Celebrou duas missas, uma na capital e outra em Vanimo, uma região de florestas remotas e com a presença de tribos indígenas.
Em 9 de setembro, o pontífice chegou em Díli. Se encontrou com o presidente de Timor-Leste, José Ramos-Horta, com crianças deficientes e com sacerdotes jesuítas. Rezou uma missa para 600 mil pessoas na capital do país, quase metade da população timorense.
A última etapa da viagem foi em Singapura. Francisco chegou à ilha em 11 de setembro e se reuniu com sacerdotes jesuítas. Visitou o parlamento, encontrou-se com o presidente Tharman Shanmugaratnam e com o primeiro-ministro Lawrence Wong. Celebrou uma missa no Estádio Nacional, pediu proteção aos trabalhadores imigrantes e visitou idosos e enfermos em uma casa de repouso. Participou de um encontro interreligioso com jovens antes de retornar à Roma.
 Luxemburgo e  Bélgica
A viagem pela Europa Ocidental ocorreu entre os dias 26 e 29 de setembro. O papa chegou à Cidade de Luxemburgo para uma rápida passagem de apenas oito horas. Francisco se reuniu com a comunidade católica na catedral de Notre-Dame, além de reuniões com o Grão-Duque Henrique de Luxemburgo e o premiê Luc Frieden.
No mesmo dia, 26 de setembro, Francisco aterrissou em Bruxelas, na Bélgica, onde participou de uma cerimônia de boas-vindas. Encontrou-se com o rei belga, Filipe, com o primeiro-ministro Alexander De Croo e com autoridades civis. Reuniu-se com professores e alunos da Universidade Católica de Lovaina, onde ministrou uma aula magna. Reuniu-se também com bispos, padres, diáconos e seminaristas na Basílica do Sagrado Coração de Koekelberg.
No dia 29, presidiu uma missa no estádio Rei Balduíno, em Bruxelas, antes do vôo de volta para Roma.
 França
Terceira viagem do pontífice à França. Foi recebido em 15 de dezembro em Ajaccio, na ilha da Córsega, onde participou da sessão de encerramento do Congresso La Religiosité Populaire en Méditerranée. Reuniu-se com o clero local para orações e rezou uma missa na Praça de Austerlitz com paramentos litúrgicos cor-de-rosa, usados no 3.º domingo do tempo Advento. Antes de retornar para Roma, ainda no mesmo dia, Francisco se reuniu com o presidente da França, Emmanuel Macron. Esta foi a primeira viagem de um papa à Córsega, a qual gerou forte polêmica após o papa Francisco ter negado o convite do governo francês para participar, uma semana antes, da reabertura da Catedral de Notre-Dame de Paris após o incêndio de 2019, que destruiu parte da igreja.
Esta foi a última viagem apostólica de Francisco antes do seu falecimento em 21 de abril do ano seguinte. Assim como João Paulo II, a França também foi o último destino de Francisco.

## Resumo
Quantas vezes o papa Francisco esteve em cada continente:
| Ano  | #  | Países                         | Notas                                                             |
| ---- | -- | ------------------------------ | ----------------------------------------------------------------- |
| 2013 | 1  | Brasil                         | XXVIII Jornada Mundial da Juventude                               |
| 2014 | 2  | Israel                         |                                                                   |
| 2014 | 2  | Jordânia                       |                                                                   |
| 2014 | 2  | Palestina                      |                                                                   |
| 2014 | 3  | Coreia do Sul                  |                                                                   |
| 2014 | 4  | Albânia                        |                                                                   |
| 2014 | 5  | França                         |                                                                   |
| 2014 | 6  | Turquia                        |                                                                   |
| 2015 | 7  | Sri Lanka                      |                                                                   |
| 2015 | 7  | Filipinas                      |                                                                   |
| 2015 | 8  | Bósnia e Herzegovina           |                                                                   |
| 2015 | 9  | Equador                        | Igualou-se ao papa Paulo VI em quantidade de viagens (9)          |
| 2015 | 9  | Bolívia                        | Igualou-se ao papa Paulo VI em quantidade de viagens (9)          |
| 2015 | 9  | Paraguai                       | Igualou-se ao papa Paulo VI em quantidade de viagens (9)          |
| 2015 | 10 | Cuba                           |                                                                   |
| 2015 | 10 | Estados Unidos                 |                                                                   |
| 2015 | 11 | Quênia                         |                                                                   |
| 2015 | 11 | Uganda                         |                                                                   |
| 2015 | 11 | República Centro-Africana      |                                                                   |
| 2016 | 12 | Cuba                           |                                                                   |
| 2016 | 12 | México                         |                                                                   |
| 2016 | 13 | Grécia                         |                                                                   |
| 2016 | 14 | Armênia                        |                                                                   |
| 2016 | 15 | Polônia                        | XXXI Jornada Mundial da Juventude                                 |
| 2016 | 16 | Geórgia                        |                                                                   |
| 2016 | 16 | Azerbaijão                     |                                                                   |
| 2016 | 17 | Suécia                         |                                                                   |
| 2017 | 18 | Egito                          |                                                                   |
| 2017 | 19 | Portugal                       |                                                                   |
| 2017 | 20 | Colômbia                       |                                                                   |
| 2017 | 21 | Mianmar                        | Primeira viagem de um pontífice ao país                           |
| 2017 | 21 | Bangladesh                     |                                                                   |
| 2018 | 22 | Chile                          |                                                                   |
| 2018 | 22 | Peru                           |                                                                   |
| 2018 | 23 | Suíça                          |                                                                   |
| 2018 | 24 | Irlanda                        |                                                                   |
| 2018 | 25 | Lituânia                       | Igualou-se ao papa Bento XVI em quantidade de viagens (25)        |
| 2018 | 25 | Letónia                        | Igualou-se ao papa Bento XVI em quantidade de viagens (25)        |
| 2018 | 25 | Estônia                        | Igualou-se ao papa Bento XVI em quantidade de viagens (25)        |
| 2019 | 26 | Panamá                         | XXXIV Jornada Mundial da Juventude                                |
| 2019 | 27 | Emirados Árabes Unidos         | Primeira viagem de um pontífice ao país                           |
| 2019 | 28 | Marrocos                       |                                                                   |
| 2019 | 29 | Bulgária                       |                                                                   |
| 2019 | 29 | Macedônia do Norte             | Primeira viagem de um pontífice ao país                           |
| 2019 | 30 | Romênia                        |                                                                   |
| 2019 | 31 | Moçambique                     |                                                                   |
| 2019 | 31 | Madagascar                     |                                                                   |
| 2019 | 31 | Maurício                       |                                                                   |
| 2019 | 32 | Tailândia                      |                                                                   |
| 2019 | 32 | Japão                          |                                                                   |
| 2021 | 33 | Iraque                         | Primeira viagem de um pontífice ao país                           |
| 2021 | 34 | Hungria                        |                                                                   |
| 2021 | 34 | Eslováquia                     |                                                                   |
| 2021 | 35 | Chipre                         |                                                                   |
| 2021 | 35 | Grécia                         |                                                                   |
| 2022 | 36 | Malta                          |                                                                   |
| 2022 | 37 | Canadá                         |                                                                   |
| 2022 | 38 | Cazaquistão                    |                                                                   |
| 2022 | 39 | Bahrein                        | Primeira viagem de um pontífice ao país                           |
| 2023 | 40 | República Democrática do Congo |                                                                   |
| 2023 | 40 | Sudão do Sul                   | Primeira viagem de um pontífice ao país                           |
| 2023 | 41 | Hungria                        |                                                                   |
| 2023 | 42 | Portugal                       | XXXV Jornada Mundial da Juventude                                 |
| 2023 | 43 | Mongólia                       | Primeira viagem de um pontífice ao país                           |
| 2023 | 44 | França                         |                                                                   |
| 2024 | 45 | Indonésia                      |                                                                   |
| 2024 | 45 | Papua-Nova Guiné               |                                                                   |
| 2024 | 45 | Timor-Leste                    | Primeira viagem de um pontífice ao país                           |
| 2024 | 45 | Singapura                      |                                                                   |
| 2024 | 46 | Luxemburgo                     |                                                                   |
| 2024 | 46 | Bélgica                        |                                                                   |
| 2024 | 47 | França                         | Última viagem apostólica antes de seu falecimento no ano seguinte |